# بيرجير جاكوبسون
قالب:Icelandic name

بيرجير ياكوبسون (مواليد 21 مارس 1948) هو طبيب أيسلندي ولاعب كرة سلة سابق. كان عضوًا في المنتخب الوطني الأيسلندي لكرة السلة من عام 1966 حتى عام 1976. بعد إقامة لمدة 20 عامًا كطبيب ومدير في مستشفى جامعة كارولينسكا, شغل منصب مدير الصحة في أيسلندا من عام 2015 حتى عام 2018.

## النشأة
ولد بيرجير في ريكيافيك لياكوب تريغفاسون وراغنهايدور يونسدوتير.

## كرة السلة

### مسيرة النادي
ولد في ريكيافيك، بدأ بيرجير لعب كرة السلة عند سن 10 سنوات. لعب أول مبارياته مع فريق ريكيافيك للرجال في كرة السلة (ÍR) في عام 1964. في ديسمبر، شارك في أول فريق أيسلندي يشارك في منافسات قارية عندما سجل 16 نقطة في فوز 71-17 ضد Collegians في FIBA European Champions Cup (الآن يورو ليغ). في المباراة الثانية بين الفريقين في وقت لاحق من الشهر، سجل 26 نقطة في فوز ÍR بنتيجة 63-47. في عام 1972، تم تعيينه كأفضل لاعب في الدوري.
في عام 1972، لعب مع فريق ÍR ضد ريال مدريد في FIBA European Champions Cup.

### مسيرة الفريق الوطنية
من عام 1966 إلى عام 1976، لعب بيرجير 24 مباراة لفريق الأيسلندي الوطني لكرة السلة.

### الجوائز والألقاب والإنجازات

#### الجوائز الفردية
- أفضل لاعب في Úrvalsdeild: 1972

#### الألقاب
- Úrvalsdeild karla (7 مرات): 1964، 1969، 1970، 1971، 1972، 1973، 1975[12]

## الحياة الشخصية
بعد اعتزاله لعب كرة السلة، تابع بيرجير تعليمه وعمل كطبيب. تخرج من جامعة آيسلندا وعمل في المستشفى المركزي في ريكيافيك. لاحقًا، أصبح مديرًا للصحة في أيسلندا في الفترة من 2015 إلى 2018.